# Svartsjökullen
Svartsjökullen är ett berg i Björna socken, Örnsköldsviks kommun.
Svartsjökullens topp är 372 meter över havet. Norr om berget rinner Lägstaån. Väster om Svartsjökullen ligger det nedlagda nybygget Svartsjö och Lundbäckstjärnarna, och vid östra foten av berget ligger Enbärstjärnen.